# NGC 2597
NGC 2597 is een hemelobject van twee sterren in het sterrenbeeld Kreeft. Het hemelobject werd op 1 januari 1864 ontdekt door de Duitse astronoom Albert Marth.